# Orde van de Staat Palestina
De Orde van de Staat Palestina is de hoogste burgerlijke onderscheiding van de staat Palestina. Het kan door de staat worden uitgereikt aan buitenlandse hoogwaardigheidsbekleders, koningen, staatshoofden of regeringsleiders. 

## Opmerkelijke ontvangers
- Koning Salman van Saoedi-Arabië
- Koning Hamad van Bahrein[2]
- Koning Simeon II, voormalig vorst en minister-president van Bulgarije[3]
- Sjeik Nawaf Al-Ahmad Al-Jaber Al-Sabah van Koeweit, voorzitter van de Nationale Vergadering Marzouq Al-Ghanem en minister-president Jaber Al-Mubarak Al-Hamad Al-Sabah[4]
- President Vladimir Poetin van Rusland[5]
- President Dmitry Medvedev van Rusland[6]
- President François Hollande van Frankrijk[7]
- President Giorgio Napolitano van Italië[8]
- President Beji Caid Essebsi van Tunesië[9]
- President Sebastián Piñera van Chili[10]
- President Xi Jinping van China
- President Khalifa bin Zayed Al Nahyan van Verenigde Arabische Emiraten[11]
- Minister-president Narendra Modi van India[12]
- Minister-president José Luis Rodríguez Zapatero van Spanje[13]
- Prins Walid bin Talal van Saoedi-Arabië[14]
- President Kais Saied van Tunesië[15]
- President Abdelmadjid Tebboune van Algerije[16]
- President Joko Widodo van Indonesië
- President Gustavo Petro van Colombia